# Bad Girls from Valley High
Bad Girls from Valley High es una película cómica de 2005 directa a vídeo protagonizada por Julie Benz, Monica Keena, Jonathan Brandis, Nicole Bilderback, Janet Leigh, Christopher Lloyd y Suzanna Urszuly. Fue la última película de Leigh y de Brandis.

## Argumento
Danielle (Julie Benz), Tiffany (Nicole Bilderback) y Brooke (Monica Keena) son las chicas más populares y más malas del instituto. A pesar de que la líder Danielle suele conseguir lo que quiere, es incapaz de atraer a Drew (Jonathan Brandis), debido a su tristeza sobre la muerte de su novia, Charity Chase. Aunque se pensó que Charity se suicidó, no fue así ya que Danielle, Tiffany y Brooke la tiraron a un acantilado por accidente. 
Un año después del día de la muerte de Charity, una estudiante de intercambio rumana llamada Katarina (Suzanna Urszuly) llega durante la clase del torpe profesor de medios de comunicación, el señor Chauncey (Christopher Lloyd). Ella y Drew inmediatamente se hacen amigos. Celoso de ésta, Danielle intenta hacer todo lo que esté en su poder de parar esta amistad que se convierte en amor. En un intento de estar más cerca de Drew, Danielle se pone a trabajar en una residencia donde Drew está también trabajando. Es asignada para vigilar a una anciana señora (Janet Leigh) quien cree que está en coma. Danielle, Tiffany y Brooke utilizan esta oportunidad para inspeccionar el armario de la anciana y comer su caja de chocolates. 
En las siguientes dos semanas, las tres chicas empiezan a notar que algo extraño les está ocurriendo: tienen dolores y su cabello de está volviendo gris. Para su horror, descubren que están envejeciendo a velocidad rápida. Creen que esto tiene algo que ver con Katarina, quien piensan que es el fantasma de Charity que ha vuelto para buscar venganza. Las tres deciden que la única manera de recuperar su juventud es matando a Drew y dejando que su espíritu se vaya con Charity. En la noche de la fiesta del 18.º cumpleaños de Danielle, las tres llevan a Drew al mismo lugar donde Charity murió e intentan dispararle. Katarina aparece y dice que no es el fantasma de Charity. Danielle decide dispararles de todas maneras. Pero Brooke (la más amable de las tres) dice que se han pasado de la raya e intenta prevenir a Danielle de apretar el gatillo mientras Drew la desarma, debido a que Danielle es distraída por un invitado de la fiesta disfrazado de payaso, quien resulta ser el señor Chauncey: Danielle le dispara, tras lo cual Tiffany y Danielle son vencidas por el agotamiento.
Después de que sean llevadas a la residencia, Tiffany está conectada a una máquina para mantenerla con vida y Danielle apenas vive. En ese momento, la señora Witt, la anciana que Danielle cuidaba, aparece y revela que es la abuela de Charity. Tras escuchar cómo fueron las responsables de la muerte de su nieta, envenenó la caja de chocolates (sabiendo que las chicas se los comerían) con una sustancia química de envejecimiento (gracias al marido de su amigo que trabajaba con tecnología de armas biológicas). Mientras Danielle y Tiffany habían comido la mayoría de los chocolates envenenados, Brooke no estaba cerca de la muerte porque no comió tantos y demostró autocontrol. Tras esta revelación, Danielle muere (con Tiffany presumiblemente muriendo poco después). 
En el funeral de Danielle y Tiffany, todo el mundo asiste, incluyendo a Drew y Katarina (ahora como pareja oficial). Brooke también asiste después de que, tras la operación de un cirujano plástico, tiene el aspecto de una persona de 50 años. Chauncey le perdona ya que no era tan cruel como Danielle y Tiffany, y lamenta lo que ha hecho. 
Danielle y Tiffany aparecen en una lujosa habitación con su juventud restaurada y convencidas de que están en el cielo. Pero en realidad están en el infierno siendo forzadas a soportar para siempre la compañía del molesto Jonathan Wharton (Aaron Paul), quién está obsesionado con Danielle. Tanto es así, que se suicidó para estar siempre junto a ella y brevemente se transforma en el diablo para horror de ella y de Tiffany.

## Producción
Originalmente titulada A Fate Totally Worse than Death, el guion se basó en la novela del mismo nombre. La película se rodó en Vancouver, Columbia Británica.Algunas escenas se rodaron en Cleveland Dam.

## Estreno
Rodada en el 2000, la película no fue lanzada en DVD hasta cinco años después pese a haber sido premiada en el Mercado de Cine de Cannes en Francia. Bad Girls From Valley High es la última aparición en pantalla de Jonathan Brandis y Janet Leigh.